# Sea Lion Islands
Sea Lion Islands är öar i territoriet Falklandsöarna (Storbritannien). De ligger i den södra delen av landet. Arean är 0,45 kvadratkilometer.
Terrängen på Sea Lion Islands är mycket platt. Öarnas högsta punkt är 20 meter över havet. De sträcker sig 0,7 kilometer i nord-sydlig riktning, och 0,8 kilometer i öst-västlig riktning. På Sea Lion Islands finns hed.